# نينا (ممثلة)
نينا (بالألمانية: Nena)‏ هي مغنية ومغنية مؤلفة وموسيقية وممثلة ألمانية، ولدت في 24 مارس 1960 بهاغن في ألمانيا.
بدأت مشوارها المهني سنة 1978، ومن الجوائز التي نالتها كاميرا الذهب سنة 2012.

## جوائز وترشيحات
جوائز
- كاميرا الذهب (2012)

ترشيحات
- Deutscher Fernsehpreis [الإنجليزية]‏ (2012)

## وصلات خارجية
- Nena على موقع IMDb (الإنجليزية)
- Nena على موقع روتن توميتوز (الإنجليزية)
- Nena على موقع مونزينجر (الألمانية)
- Nena على موقع ألو سيني (الفرنسية)
- Nena على موقع ميوزك برينز (الإنجليزية)
- Nena على موقع إن إن دي بي (الإنجليزية)
- Nena على موقع أول ميوزيك (الإنجليزية)
- Nena على موقع أول ميوزيك (الإنجليزية)
- Nena على موقع ديسكوغز (الإنجليزية)
- Nena على موقع قاعدة بيانات الفيلم (الإنجليزية)